# 福岡県道97号福間宗像玄海線
福岡県道97号福間宗像玄海線（ふくおかけんどう97ごうふくまむなかたげんかいせん）は、福岡県福津市から宗像市に至る県道（主要地方道）である。

## 概要
福津市中央6丁目から宗像市池田に至る。
福津市の旭橋を起点とし、宗像市の大王寺交差点を結ぶ。福津市手光よりJR九州の鹿児島本線と並走し宗像市東郷の中心部を通り、東郷橋より旧玄海町方面へ進む。宗像市東郷の東郷橋から起点の旭橋までは旧国道3号である。旧3号はそれぞれ福岡県道69号宗像玄海線、国道495号へ続く。国道3号からこれらの路線へ降格し、宗像バイパスが国道3号の現道となった。

### 路線データ
- 起点：福岡県福津市中央6丁目（旭橋交差点、国道495号交点、福岡県道30号飯塚福間線終点）
- 終点：福岡県宗像市池田（大王寺交差点、福岡県道75号若宮玄海線交点）
- 総延長：13.4 km

## 歴史
- 1993年（平成5年）5月11日 - 建設省から、県道宗像福間線・県道池田東郷線が福間宗像玄海線として主要地方道に指定される[1]。

## 路線状況

### 重複区間
- 福岡県道69号宗像玄海線（宗像市東郷3丁目・東郷橋西交差点 - 宗像市東郷・東郷橋東交差点）

### 道路施設

#### 橋梁
- 東郷橋（釣川、宗像市、福岡県道69号宗像玄海線重複区間内）

## 地理

### 通過する自治体
- 福津市
- 宗像市

### 交差する道路
| 交差する道路                        | 市町村名 | 交差する場所 | 交差する場所         |
| ----------------------------------- | -------- | ------------ | -------------------- |
| 国道495号 福岡県道30号飯塚福間線    | 福津市   | 中央6丁目    | 旭橋交差点 / 起点    |
| 福岡県道502号玄海田島福間線         | 福津市   | 中央5丁目    | 太郎丸交差点         |
| 福岡県道532号宮司手光線             | 福津市   | 手光         | 光陽台入口交差点     |
| 福岡県道531号内殿手光線             | 福津市   | 手光         | 通り堂交差点         |
| 福岡県道530号畦町村山田線           | 宗像市   | 村山田       |                      |
| 福岡県道513号東郷停車場線           | 宗像市   | 田熊4丁目    | JR東郷東口交差点     |
| 福岡県道529号田島田熊線             | 宗像市   | 田熊4丁目    | 日の里北口交差点     |
| 福岡県道92号宗像篠栗線              | 宗像市   | 東郷5丁目    | 宗像警察署入口交差点 |
| 福岡県道69号宗像玄海線 重複区間起点 | 宗像市   | 東郷3丁目    | 東郷橋西交差点       |
| 福岡県道69号宗像玄海線 重複区間終点 | 宗像市   | 東郷         | 東郷橋東交差点       |
| 福岡県道75号若宮玄海線              | 宗像市   | 池田         | 大王寺交差点 / 終点  |

### 沿線
- 福津市立福間小学校
- つやざきショッピングプラザ
- ふくとぴあ（福津市健康福祉総合センター）
- 福岡県立光陵高等学校
- JR九州鹿児島本線
  - 東福間駅 - 東郷駅
- 宗像市立東郷小学校
- 宗像簡易裁判所
- いせきんぐ宗像（田熊石畑遺跡）
- 宗像市役所
- 宗像市立河東西小学校